# 菲利波·格兰迪
菲利波·格蘭迪（1957年3月30日—），義大利外交官與聯合國官員，現任聯合國難民署高級專員。並曾擔任聯合國近東巴勒斯坦難民救濟和工程處主任專員與聯合國駐阿富汗副特別代表。

## 教育
格蘭迪於1981年畢業於米蘭大學，獲得現代史學位，並於1987年獲得羅馬宗座额我略大学哲學學士學位。

## 生涯
格蘭迪於1988年開始任職於聯合國難民署，並曾在許多國家工作，包含蘇丹、敘利亞、土耳其與伊拉克 ，並曾領導數個災難應變任務分別於肯亞、貝南、迦納、賴比瑞亞、中非地區、葉門與阿富汗。並曾參與數個人道救援任務。
格蘭迪在2004年調到聯合國駐阿富汗援助團，並於2005年調至聯合國駐東巴勒斯坦難民救濟處，擔任副主任專員，並於2010年升任為主任專員任職至2014年。

## 荣誉
- 2024年：奥林匹克桂冠奖[5]